# Никола Видовић
Никола Видовић (Стипан, код Вргинмоста, 28. март 1917 — Београд, 15. јун 2000), учесник Народноослободилачке борбе, генерал-потпуковник ЈНА и народни херој Југославије.

## Биографија
Рођен је 28. марта 1917. године у селу Стипану код Вргинмоста. Био је у периоду од 1936. до 1938. браварски помоћник у Загребу. Тада иде на одслужење војног рока, а после одслужења 1939. године, запошљава се у Војно-техничком заводу у Крагујевцу, где ради до априла 1941. године. 
Одмах се послије окупације Краљевина Југославије, враћа на Кордун. Ту се укључује у рад партијске организације на припреми народа на устанак. Ради на прикупљању оружја, а врло брзо и на организацији првих партизанских одреда. 
Заједно са Милом Кличковићем, 23. јула 1941. године, учествује у првој партизанској акцији на Кордуну, и том приликом убија једног усташу и заробљава два карабинијера. Убрзо организује партизански одред Стипан, који у свом саставу има 25 бораца. Са својим одредом, 13. августа 1941. године, напада у селу Лукинићи усташку посаду, и у том нападу бива рањен. Пошто број бораца расте, Никола ускоро командује четом, а у октобру месецу постаје командир Четвртог батаљона Првог кордунашког партизанског одреда. Децембра 1941. године његов батаљон је у десетодневним борбама имао кључну улогу у спасавању и повлачењу око 15.000 жена, деце и стараца на ослобођену територију у унутрашњост Петрове горе. 
20. августа 1942. године, Никола је командант Прве кордунашке бригаде. По наређењу Главног штаба НОВ и ПО Хрватске, бригада је 20. августа кренула на специјални задатак на подручју Жумберка, да шири Народноослободилачки покрет са Кордуна у друге крајеве. 26. августа, напали су логор Јастребарско и при томе ослободили и спасили 727 деце са Козаре, Кордуна и Баније. 
22. септембра 1942. године, ова бригада дочекује италијанску колону и потпуно је уништава, убивши 120 италијанских војника. За овај војни подухват, бригада и њен командант добили су признање од Главног штаба Хрватске. Никола даље, са својом бригадом, води непрекидне борбе и после борбе за ослобођење Бихаћа одлази на десетодневни официрски војни курс. 5. децембра 1942. године, формирана је Петнаеста партизанска бригада, а Никола постаје њен командант. Са овом бригадом прошао је многе борбе у четвртој непријатељској офанзиви, и за успехе које је остварила у овој офанзиви, бригада је проглашена је ударном, а њен командант је поново похваљен од штаба Четвртог корпуса НОВЈ. 
Јануара 1944. године, Никола је оперативни официр Осме кордунашке ударне дивизије. У пролеће 1944. године, постављен је за команданта Друге бригаде Осме кордунашке дивизије, а затим постаје командант првог кордунашког партизанског подручја до 9. маја 1945. године, када је постављен за управника Војно-техничког завода у Сарајеву. 
У току рата био је и члан Котарског комитета КП Хрватске за Вргинмост, члан Котарског народноослободилачког одбора за Вргинмост, члан окружног Народноослободилачког одбора за Кордун, већник Првог, Другог и Трећег засједања ЗАВНОХ-а и већник Другог засједања АВНОЈ-а. 
После рата, Никола је начелник Персоналне управе Друге, а затим и Прве армије, начелник одељења Генералштаба ЈНА и помоћник команданта Подручја за позадину. Године 1945. био је савезни посланик за Вргинмост, члан председништва СУБНОР-а. Имао је чин генерал-потпуковника. 
Преминуо је 15. јуна 2000. године и сахрањен је у Алеји народних хероја на Новом гробљу у Београду.
Носилац је Партизанске споменице 1941. и других југословенских одликовања. Орденом народног хероја одликован је 20. децембра 1951. године.